# Mike Monroney
Mike Monroney, pseudonimo di Almer Stillwell Monroney (Oklahoma City, 2 marzo 1902 – Rockville, 13 febbraio 1980), è stato un politico statunitense del Partito Democratico.
Ha fatto parte sia della Camera dei rappresentanti (quinto distretto congressuale dell'Oklahoma, 1939-1951) sia del Senato, sempre per l'Oklahoma (1951-1969).

## Biografia

### Giovinezza e formazione
Mike Monroney nacque il 2 marzo 1902 a Oklahoma City, nello stato dell'Oklahoma. Consegue una laurea in Giornalismo all'Università dell'Oklahoma nel 1924, successivamente viene insignito con una chiave del Phi Beta Kappa e del Bronze Letzeiser Award per la formazione scolastica e le sue attività accademiche; inoltre diviene membro del Pe-et, la più antica associazione universitaria statunitense. Viene assunto come reporter per l'Oklahoma News dal 1924 al 1928.
La carriera giornalistica di Monroney termina nel 1928, quando il padre gli chiede di aiutarlo nel settore dell'arredamento. Alcune settimane dopo il padre morì, lasciando Mike come presidente dell'azienda a conduzione famigliare. Nel 1938 si candidò al Congresso come democratico, dove venne eletto una prima volta e poi rieletto nelle cinque elezioni successive, fino al 1951. Nel 1932 Monroney sposò Mary Ellen Mellon. Mary Ellen aveva già un altro figlio, avuto da un precedente matrimonio, che prese in seguito anch'esso il cognome Monroney.

### Carriera nella Camera dei rappresentanti
Monroney si candidò per la prima volta alla carica politica nel 1937 alle elezioni speciali per il quinto distretto congressuale degli Stati Uniti contro tredici altri democratici. Sebbene in gran parte sconosciuto. Nel 1938 vinse le primarie del Partito Democratico e le elezioni generali con un largo margine.
Diviene un attivo sostenitore dei presidenti Roosevelt e Truman e dei rispettivi programmi, durante la sua carriera da membro della Camera dei Rappresentanti votò il disegno di legge Taft-Wagner-Ellender del 1949 che promise di costruire 810.000 unità abitative pubbliche. Fu un forte sostenitore degli aiuti stranieri, unendosi al Comitato Herter che ha gettato le basi per il celebre Piano Marshall per la ricostruzione, dell'Europa post-bellica.
Come rappresentante fu coautore del Legislative Reorganization Act del 1946, considerato l'unica grande riforma del congresso nel XX secolo. Per tale impegno, fu successivamente decorato con il Collier's Magazine Award per l'egregio servizio congressuale.

### Carriera al Senato
Nel 1950 Monroney sfidò il senatore in carica Elmer Thomas per la nomina di Senatore con il Partito Democratico. Thomas era divenuto politicamente potente quando l'Oklahoma divenne stato federato, egli prevedeva di vincere il suo quinto mandato al Senato, tuttavia Monroney trionfò alle primarie sbaragliandolo.
I repubblicani avevano già nominato Rev. W. H. "Bill" Alexander pastore di Oklahoma City. Monroney vinse anche le elezioni generali rimanendo in carica fino al 1969, quando lo succederà Henry Bellmon, ex governatore repubblicano dell'Oklahoma.
Come senatore sponsorizzò l'Automobile Information Disclosure Act del 1958, la legge che richiede che tutte le nuove automobili esibiscano un adesivo sul finestrino contenente informazioni importanti sul veicolo, che diverrà noto come "adesivo Monroney". Dopo la guerra il desiderio americano di possedere un'automobile era cresciuto e Monroney ritenne ci fosse il bisogno di una maggiore protezione nei confronti dei consumatori.
Come presidente del Sottocomitato per l'Aviazione del Comitato per il Commercio del Senato, Monroney scrisse e sponsorizzò il Federal Aviation Act del 1958 che istituì la Federal Aviation Administration per migliorare la sicurezza aerea e ottenere un migliore coordinamento del traffico aereo in seguito a numerosi incidenti catastrofici.
Nel 1958 Monroney sostenne un fondo di prestito agevolato della Banca Mondiale che in seguito diverrà l'International Development Association. Nel 1961 ricevette il Wright Brothers Memorial Trophy dalla National Aeronautics Association e nel 1964 il primo Tony Jannus Award per i suoi illustri contributi al settore dell'aviazione commerciale.
In questi anni Monroney sembrava non aver paura delle controversie politiche. Il senatore Joseph McCarthy, repubblicano del Wisconsin, trionfava al Senato, era noto per intimidire i suoi avversari accusandoli di essere nemici degli Stati Uniti. Monroney e McCarthy si scontrano pubblicamente più di una volta e Monroney contribuirà a far sfiduciare McCarthy dal Senato per le sue tattiche estremiste. Nel 1956 Monroney rischiò di perdere il posto, quando rifiutò di votare a favore del "Manifesto meridionale".
Monroney perse le rielezioni del 1968 dopo trent'anni di militanza al Congresso, venendo superato dall'ex Governatore dell'Oklahoma repubblicano Henry Bellmon.
Mike Monroney morì il 13 febbraio 1980 a Rockville, nel Maryland. Dopo la sua morte metà delle ceneri del senatore e quelle della moglie furono sepolte nella cattedrale nazionale di Washington. L'altra metà delle ceneri del senatore Monroney vennero sparse al Mike Monroney Aeronautical Center di Oklahoma City.

### Vita privata
Monroney è stato sposato con Mary Ellen Mellon, discendente della famiglia bancaria Mellon, con la quale ebbe un figlio, Michael Monroney, da cui discenderanno quattro nipoti (Erin Monroney, Alice Monroney, Michael Monroney, Jr. e Susanna Monroney Quinn) e quattro pronipoti.